# Cserápundzsi
Cserápundzsi (bengáli írással: চেরাপুঞ্জি, más néven: Sohra (শোহরা)) település India keleti részén, Meghálaja szövetségi államban. Cserápundzsiban évente átlagosan több mint 11 000 mm-nyi eső hull, ami miatt sokan a Föld legcsapadékosabb városának tartják. (Igaz, másutt ezt vitatják.) A Sohra név jelentése: „narancsok földje”.
A település korábban a független khászi államok fővárosa volt, mígnem 1864-ben ezt a szerepet átvette a közeli Silan. Ma a környező vidékek mezőgazdasági terményeinek kereskedelmi központja, és a közelben található egy szénbánya is.

## Földrajz
Évi több mint 11 000 mm-es csapadékmennyiségével ez a Föld legcsapadékosabb vidékeinek egyike. Világrekordot jelent, hogy az 1860 augusztusától 1861 júliusáig tartó egy év alatt 26 467 mm eső esett, ebből 9296 mm egyetlen hónap (július) leforgása alatt. A jelenség magyarázata a település fekvésében keresendő, ugyanis város a Bengáli-öböl északi partját szegélyező alföldektől északra, a Khászi-hegység egy, viszonylag nagy magasságban elterülő fennsíkjának, a Silan-fennsíknak a déli szélén található, így a délről érkező, nagy nedvességtartalmú nyári monszun szelek ebben a magasságban gyorsan lehűlnek, és víztartalmuk kicsapódik.
A rengeteg eső ellenére a lakosság folyamatos ivóvízhiánnyal küzd. Ezért gyakran nevezik a települést „nedves sivatagnak”.

## Népesség
Cserápundzsi népessége 2001-ben 10 086, 2011-ben 11 722 fő volt. A lakosok többsége a khászi népcsoporthoz tartozik, akiknek legnagyobb része keresztény vallású, társadalmuk pedig matriarchális alapokon nyugszik. Míg a keresztények a lakosság mintegy 71%-át teszik ki, addig a hinduk alig 4%-ot, a muszlimok aránya pedig még a 0,1%-ot sem éri el. Még ennél is kevesebb szikh és buddhista él a településen.
A Meghalája államban 2011-ben mért 25,57%-os írástudatlansággal szemben Cserápundzsiban mindössze 7,41% az írástudatlanok aránya. A nemek között ebben a tekintetben szinte semmi különbség nincs.

## Nevezetességek, látnivalók
Cserápundzsi és térsége kedvelt turisztikai célpont. A város környékén számos igen látványos vízesés található, köztük olyanok is, amelyek egész India legmagasabb vízesései közé tartoznak: a Nohkalikái-, a Nohsngithijáng- (Hét Nővér-) és a Káinrem-vízesés. A környéken a sziklamászók számára is vannak alkalmas helyszínek.
A település környékére jellemző különlegességek az úgynevezett élőgyökér-hidak, amelyek nem mások, mint a szobafikusz fává terebélyesedett példányainak gyökereiből évtizedek alatt növesztett és formált hidak egy-egy kisebb völgy vagy patak fölött. Ezek készülhetnek egyszerűen úgy, hogy a folyamatosan növekvő gyökereket úgy igazítják, csavarják és húzzák, hogy azok a megfelelő irányban és a megfelelő térszerkezetet kialakítva növekedjenek, de használhatnak kevésbé tartós anyagokból, például bambuszból készült „állványzatokat” is, amelyekbe belenövesztik ezeket a gyökereket. Mivel a gyökerek élő növények részei, ezért még az igen nedves levegőn sem korhadnak el, ellentétben az „állványokkal”, így ez utóbbiakat többször is cserélni kellhet, amíg a híd elkészül. Állványok helyett félbehasított és kivájt vastag fatörzsek is használhatók a gyökerek növekedésének irányítására. Egy ilyen élőgyökér-híd az idő múlásával nemhogy nem gyengül, hanem még erősödik is. Vannak köztük olyanok, amelyek akár 50 embert is elbírnak, és előfordulnak akár 500 éves korúak is. Cserápundzsiban külön vezetett túrákat szerveznek a turisták számára, amelyek során meglátogathatnak ilyen gyökérhidakat is.

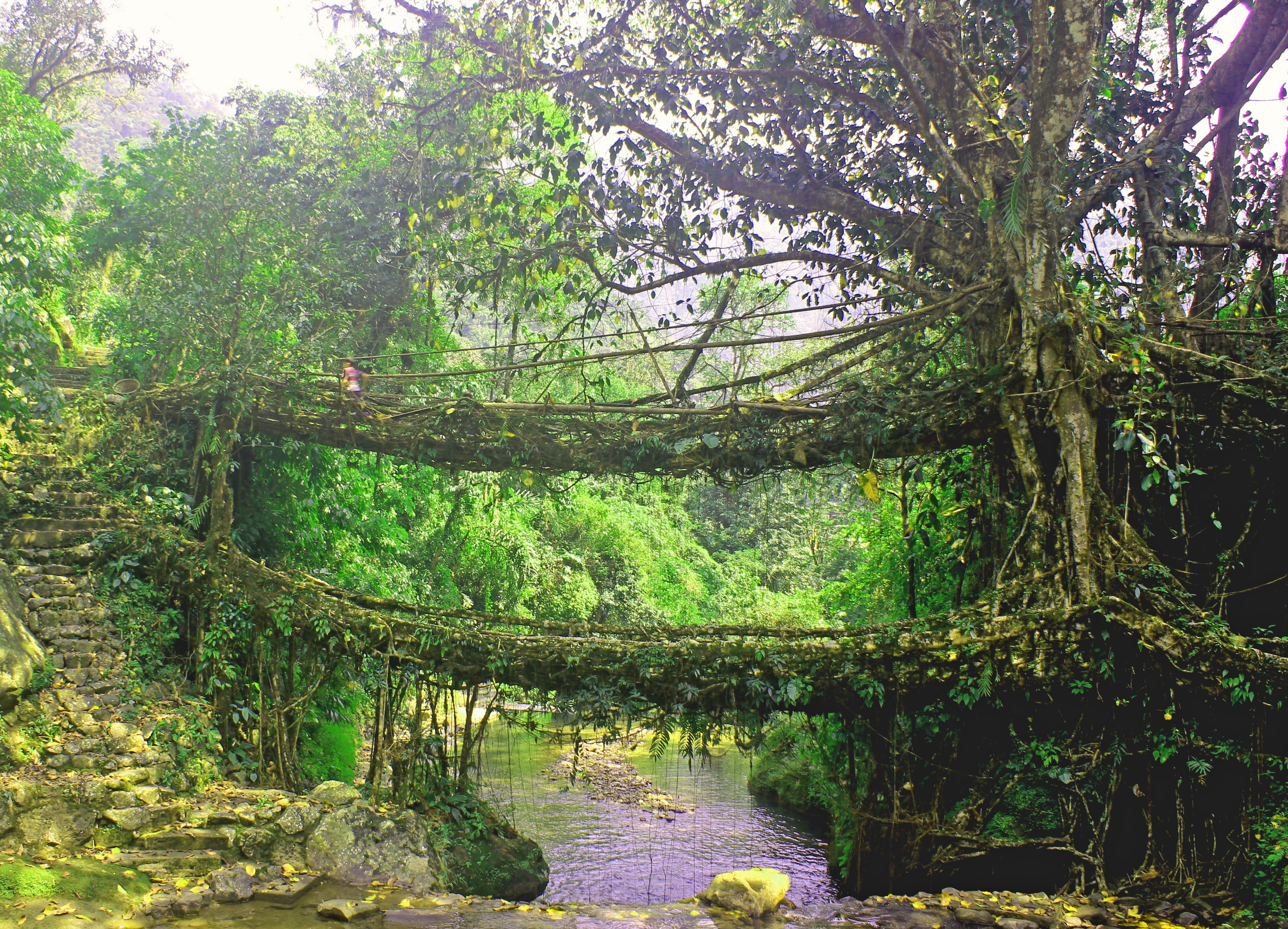
Élőgyökér-híd Cserápundzsi mellett
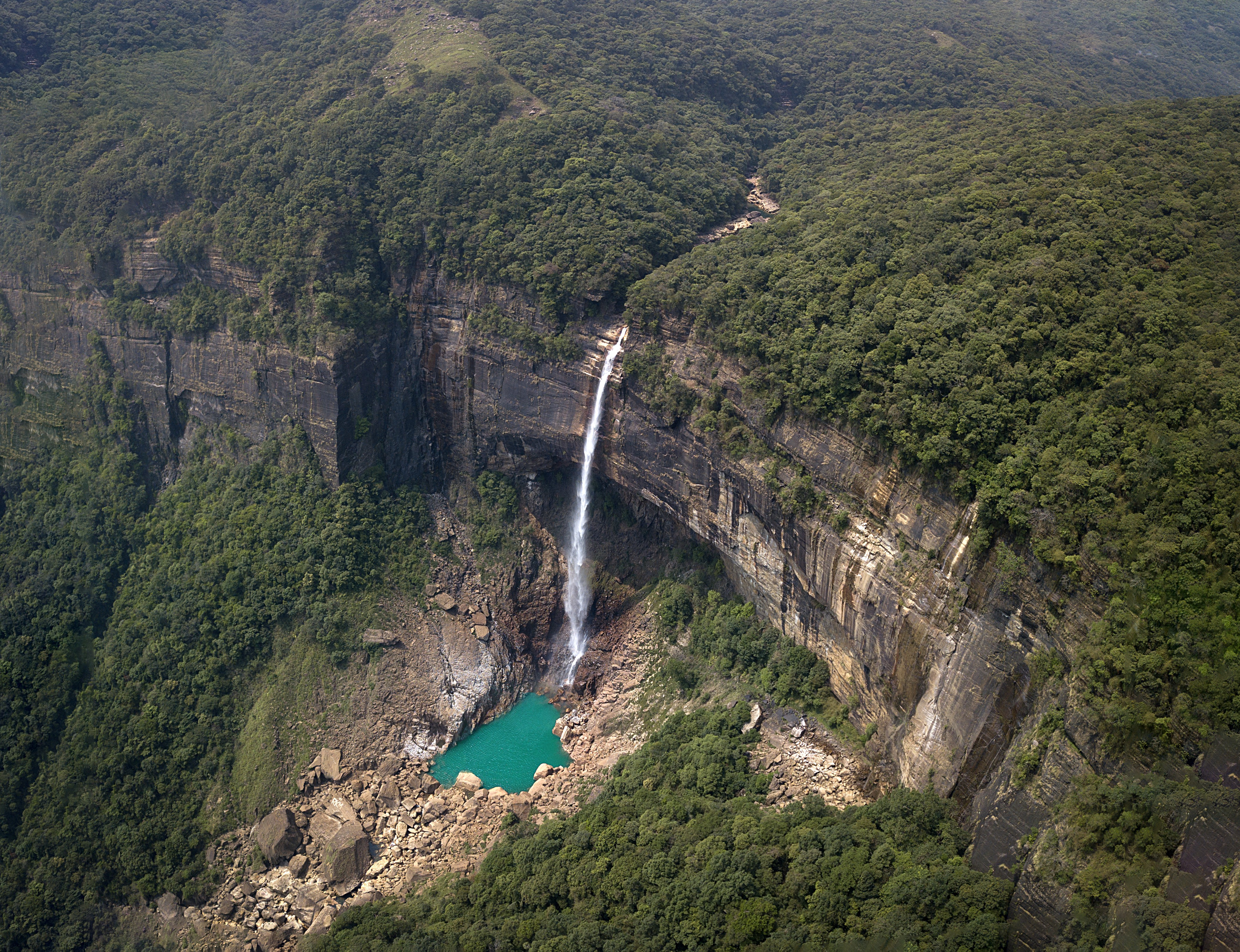
A Nohkalikái-vízesés
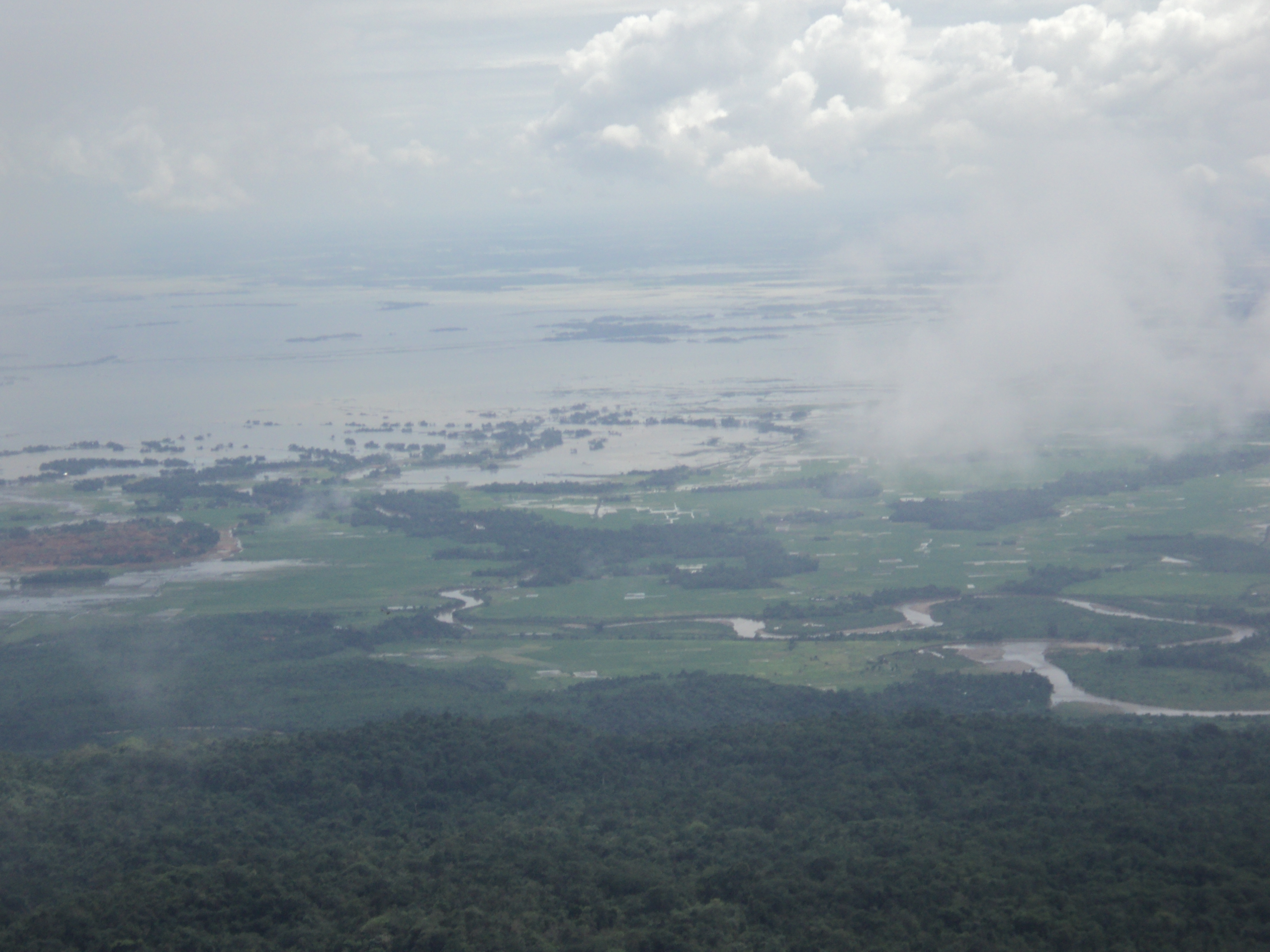
Kilátás a bangladesi síkvidékekre Cserápundzsi közeléből